# Andreu Buenafuente Moreno
Andreu Buenafuente Moreno   (Reus, 24 de gener de 1965) és un humorista, presentador, periodista, locutor i productor de televisió català. És el fundador de la productora audiovisual El Terrat, des de la qual ha creat un bon nombre de diferents formats televisius.

## Biografia
Va néixer a Reus, fill de Joan Buenafuente i Teresa Moreno. El seu pare era natural de Reus i fill d'almeriencs de la zona de Zurgena. Representant de professió, va ser jugador del Club de Futbol Reus Deportiu i actor aficionat. La seva mare, Teresa Moreno, va néixer a Llorca i va treballar en una indústria tèxtil. El seu avi matern, Mariano Moreno Guevara, nascut a Llorca, formà part de la 70a Brigada Mixta i fou sergent de l'Exèrcit Popular de la República.
Com era jugador del Reus, el cap en aquell moment de la Cope Reus el va voler fitxar i l'Andreu va debutar a la ràdio el 1982, treballant a Ràdio Popular de Reus (COPE) i després va saltar a la competencia, coneguda com la "Ser", la Cadena SER durant 20 anys.
El 1992 va debutar a la televisió en el programa d'Alfons Arús Al ataque a Antena 3, i més tard com a secundari en el programa de Mikimoto a TV3 on va destacar fins al punt d'obtenir un programa en solitari a TV3 que es va dir Sense títol.
Aviat es va convertir en una estrella a la televisió catalana, i l'any següent va repetir amb Sense títol 2; el 1998 el programa de Buenafuente es va dir Sense títol i sense número; i el 1999 va assolir un gran èxit amb La cosa nostra. El 2001 va tenir un programa de curta durada que es deia Em sembla recordar que t'estimo però no t'ho podria assegurar i el 2002 va aconseguir les màximes cotes d'audiència amb Una altra cosa.
El 2004 va ser fitxat per Antena 3. Des de la primavera del 2005 va fer en aquesta cadena un programa nocturn que es deia Buenafuente, que va competir amb èxit amb les Crónicas Marcianas de Xavier Sardà, al qual sovint va superar en audiència. L'any 2007, va incorporar-se a laSexta, on continuava fent el mateix programa que feia a Antena 3. La seva productora és la propietària del canal.
El 2012 va participar en un programa setmanal anomenat Buenas noches y Buenafuente a Antena 3, juntament amb Berto Romero, el qual no va funcionar i va ser cancel·lat al cap de 7 programes. El 18 de novembre de 2013 va tornar a LaSexta a fer En el Aire, un late de dilluns a dijous, també juntament amb el Berto Romero i molts altres col·laboradors, que es va deixar d'emetre el 2015. Des del 2016 i fins a finals del 2021 va presentar Late motiv a Movistar+.
De la seva productora (El Terrat) han sortit algunes sèries i programes d'èxit a TV3: Malalts de tele (1997), Plats bruts (1998), A pèl (2002), i Set de nit (2001-2002) i Una altra cosa (2002-2004). També ha produït sèries emeses a Tele 5.

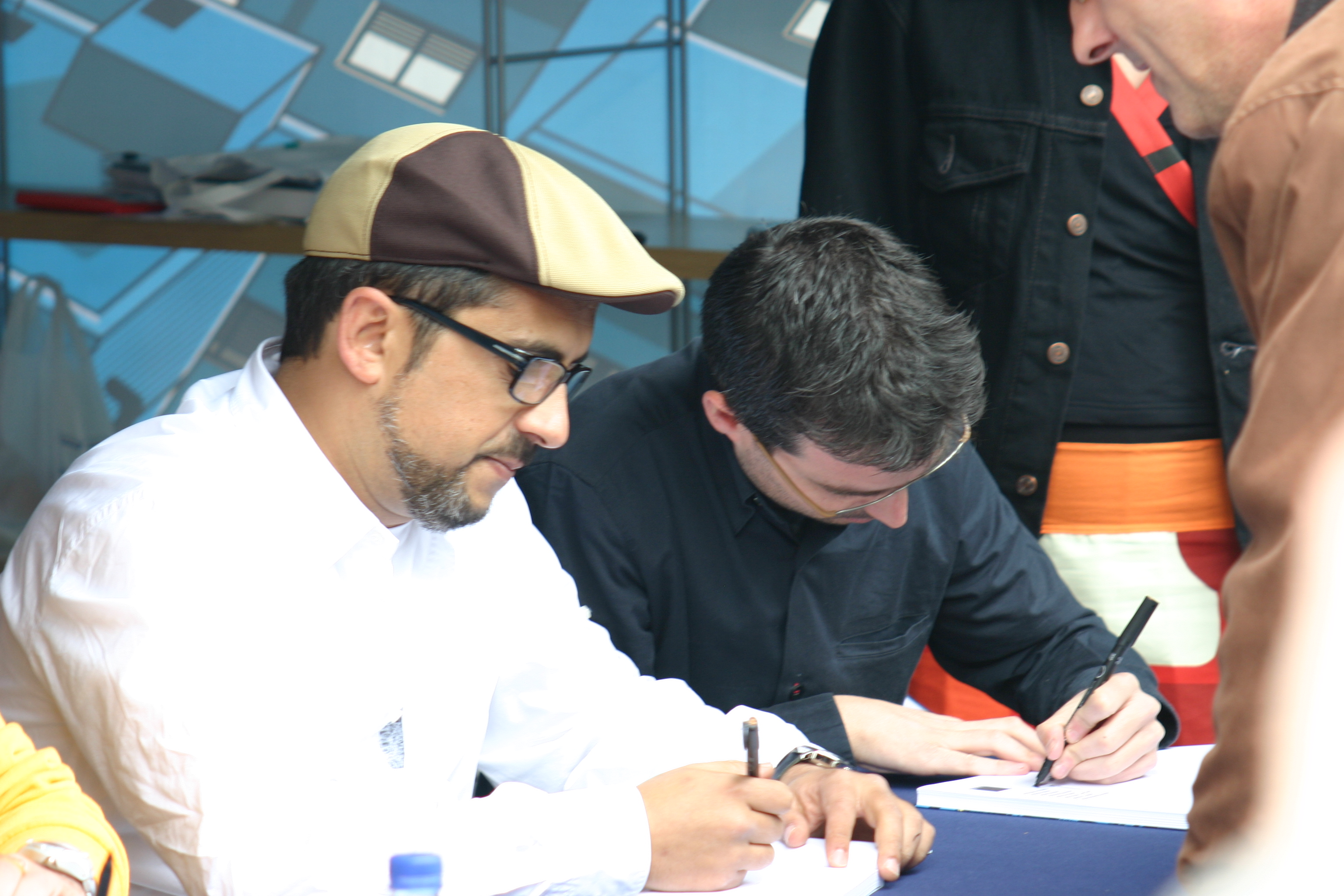
Andreu Buenafuente (esquerra) signant el seu llibre He dit

Ha escrit alguns llibres que han estat èxits mediàtics la diada de Sant Jordi: El Terrat, Sense llibre, Digue'm agosarat, Hem de parlar, Allò que dèiem, Cosas nuestras, Lo dudo mucho, Què t'anava a dir?, No sé si m'explico i Com va la vida. La majoria d'ells són reculls dels seus relats com a monologuista, una de les facetes que més famós l'ha fet.
Ha obtingut tres vegades el premi Ondas. L'any 2003 va obtenir el Premi Card de l'Associació de Dones Periodistes de Catalunya i el 2009 li van concedir el Premi Internacional d'Humor Gat Perich.
El febrer de 2010 va presentar en directe la XXIV Gala dels Premis Goya, a Madrid.
El 2010 va participar en el programa El Convidat amb Albert Om. L'any 2015 va ser l'encarregat de realitzar el pregó de les Festes de la Mercè, durant el qual va reivindicar una ciutat amb més «sentit de l'humor». El 2021 va presentar l'espai La casa dels còmics a La 1, dedicat als humoristes Pepe Rubianes, Joan Capri, Mary Santpere, Miguel Gila i Eugeni Jofra.
És l'actual parella de la també humorista i actriu Sílvia Abril.

## Televisió
Les seves primeres aparicions televisives van ser al programa de TVE Catalunya d'Alfons Arús La casa por la ventana a principis dels noranta junt amb Oriol Grau Elías. Posteriorment, també amb Arús a Al ataque d'Antena 3 el 1992. Posteriorment a les ordres de Mikimoto a Persones humanes (TV3) i de Sardà a Tot per l'audiència (TV3). En aquests programes va començar a guanyar popularitat. Es va consagrar a la televisió pública catalana amb programes com Sense títol (1995), Sense títol 2 (1996), Sense títol, sense vacances (1997) i Sense títol s/n (1998), tots ells produïts per El Terrat i dirigits per Andreu al costat dels col·laboradors del seu equip. Encara sobretot, els programes amb més èxit a la cadena catalana van ser el late show La cosa nostra (1999-2002) —un total de 268 programes de dilluns a divendres, la finalització segueix envoltada de polèmica i llegendes urbanes— i Una altra cosa (2002-2004). El juny de 2004 va acabar aquest últim programa i Buenafuente va acceptar l'oferta d'Antena 3 per treballar a escala estatal, en una línia similar al programa Una altra cosa. A més, de la seva productora van sortir altres programes i sèries d'èxit a TV3, com Malalts de tele (1997), Plats bruts (1998), A pèl (2002) i Set de nit. El 2023 es confirma el seu retorn a la catalana amb "Vosaltres mateixos"

## Filmografia

### Televisió
| Any          | Títol                                  | Canal                                   | Notes |
| ------------ | -------------------------------------- | --------------------------------------- | --- |
| 1992         | Persones humanes                       | TV3                                     | Amb Mikimoto |
| 1992-1993    | Al ataque                              | Antena 3                                | Amb Alfons Arús, Goya Toledo i Fermí Fernández |
| 1994         | Tot per l'audiència                    | TV3                                     | Amb Xavier Sardà |
| 1995         | Sense títol                            | TV3                                     | El seu primer late night |
| 1996         | Sense títol 2                          | TV3                                     | Seqüela de l'anterior |
| 1997         | Sense títol, sense vacances            | TV3                                     | Programa especial d'estiu basat en els anteriors |
| 1997         | Malalts de tele                        | TV3                                     | Amb Toni Soler, Rosa Andreu i Albert Om |
| 1998         | Sense títol S/N                        | TV3                                     | Seqüela del "Sense títol" |
| 1998         | Plats bruts                            | TV3                                     | Sèrie interpretada per Jordi Sànchez i Joel Joan |
| 1999-2000    | La cosa nostra                         | TV3                                     | El seu segon late night a TV3 |
| 2001         | Set de nit                             | TV3                                     | Amb Toni Soler i Toni Albà |
| 2002         | A pèl                                  | TV3                                     | Amb Santi Millán i Jose Corbacho, expersonatges de La cosa nostra |
| 2003         | A pèl Tour                             | TV3                                     | Versió de l'anterior programa que viatja pels teatres de Catalunya |
| 2002-2004    | Una altra cosa                         | TV3                                     | Seqüela dels anteriors lates |
| 2005-2011    | Buenafuente                            | Antena 3 La Sexta                       | Amb Miquel Company Costa |
| 2009         | El intermedio                          | La Sexta                                | Substitut d'El Gran Wyoming |
| 2011         | Com va la vida?                        | TV3                                     | Amb Eduard Punset |
| 2012         | Buenas noches y Buenafuente            | Antena 3                                | Amb Berto Romero, José Corbacho i Sílvia Abril |
| 2013         | V Premis Gaudí                         | TV3                                     | Presentador de la gal·la |
| 2013-2015    | En el aire                             | La Sexta                                | Amb Berto Romero |
| 2016-2021    | Late Motiv                             | Canal+ / #0 / Movistar+ / Movistarplus+ | Amb Berto Romero, Sílvia Abril i David Broncano |
| 2016         | Fora de sèrie                          | TV3                                     | Conversa en un cotxe |
| 2022         | Curraràs                               | TV3                                     | Monòleg especial per Sant Esteve amb Joana Buenafuente i Sílvia Abril |
| 2023-present | Vosaltres mateixos                     | TV3                                     | Programa que entrevista a anònims |
| 2023         | Que ens bombin a tots! / Quens Bombin! | TV3                                     | Monòleg especial per Nadal que resumeix l'any 2023 |
| 2024         | El 24                                  | TV3                                     | Monòleg especial per Sant Esteve que resumeix l'any 2024. El nom és una paródia de la pel·lícula " El 47".                                                                       |
| 2025         | Futuro Imperfecto                      | La 1 de RTVE                            | El seu primer programa a La 1 de Televisió Espanyola en castellà. Amb Tamara García Romero, Raúl Cimas, Sílvia Abril, Berto Romero, Sergi Estella, Carles Tamayo i David Martos. |

### Cinema
Ha participat en diverses pel·lícules, normalment amb aparicions interpretant personatges secundaris. El 2014 va dirigir i protagonitzar la seva primera pel·lícula documental. També ha realitzat el doblatge de personatges en pel·lícules d'animació.
| Any  | Títol                                                  | Director            | Paper                |
| ---- | ------------------------------------------------------ | ------------------- | -------------------- |
| 1998 | Torrente, el brazo tonto de la ley                     | Santiago Segura     | Dominguero           |
| 2001 | Torrente 2: Misión en Marbella                         | Santiago Segura     | Dominguero           |
| 2003 | Lo mejor que le puede pasar a un cruasán               | Paco Mir            | Andreu B.            |
| 2005 | Torrente 3: El protector                               | Santiago Segura     | Dominguero           |
| 2007 | Donkey Xote                                            | José Pozo           | Sancho Panza (veu)   |
| 2008 | Hellboy 2: el ejército dorado                          | Guillermo del Toro  | Jeffrey Tambor (veu) |
| 2009 | Spanish Movie                                          | Javier Ruiz Caldera | Gnomo                |
| 2011 | Torrente 4: Lethal crisis                              | Santiago Segura     | Dominguero           |
| 2014 | Torrente 5: Operación Eurovegas                        | Santiago Segura     | Dominguero           |
| 2014 | El culo del mundo                                      | Andreu Buenafuente  | Ell mateix           |
| 2015 | Anacleto: Agent secret                                 | Javier Ruiz Caldera | Agent veterà         |
| 2016 | El pregó                                               | Dani de la Orden    | Juan                 |
| 2016 | Un corazón roto no es como un jarrón roto o un florero | Isabel Coixet       | Doctor               |

## Premis i nominacions
- Premi ATV 2004: Millor comunicador de programes d'entreteniment (Una altra cosa - TV3).
- Premi ATV 2005: Millor comunicador de programes d'entreteniment (Buenafuente - Antena 3).
- Micròfon d'Or 2007. Es va negar a recollir el premi per haver estat atorgat també al periodista de la cadena COPE, Federico Jiménez Losantos.[13]
- Premi ATV 2007: Millor conducció de programes d'entreteniment (Buenafuente - La Sexta).
- Premi internacional d'Humor Gat Perich 2009.[14]
- Premi ATV 2009: Millor presentador de programes d'entreteniment (Buenafuente - La Sexta).
- Premis ATV 2010: Millor presentador de programes d'entreteniment (Buenafuente - La Sexta).
- El gener de 2011 Andreu també va refusar el premi al millor presentador de l'any que li atorgà la revista FHM en solidaritat amb el còmic Pablo Motos, qui havia estat distingit amb el premi al pitjor humorista.[15]
- Premi Irís 2016: Millor presentador/a de programes (Late motiv - #0)[16]
- Premis Ondas 2019: Pel programa "Nadie sabe Nada", juntament amb Berto Romero.[17]
- Premi Nacional de Televisió 2020
- Premi Ondas 2022 al millor presentador de televisió[18]